# City House
City House er en dansk dokumentarfilm fra 2012 instrueret af Anders Skovbjerg Jepsen efter eget manuskript.

## Handling
Hver uge stråler Hollywood-filmene ud over træhytterne i den Papua Ny Guineanske stamme-landsby, Dikanel. De unge flokkes om den lille tv-skærm, hvor Van Damme og Rambo slås. I filmen møder seeren Mika og hans far, Russel. Mika vil bare være teenager og hænge ud med sine venner i biografen. Men Russel er bekymret for sin søn, der lader traditionen i stikken. Kan Mika og Russel finde en balance mellem det nye og traditionen?